# EC Juventude
Az Esporte Clube Juventude, röviden Juventude, egy 1913. június 29-én Caxias do Sulban létrehozott brazil labdarúgócsapat. Az együttes a Série C, valamint a Gaúcho állami bajnokság résztvevője.

## Története

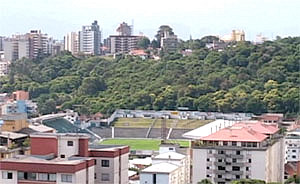
A csapat stadionja

A klubot 35 fiatal olasz bevándorló alapította 1913. június 29-én.
1920-ban uruguayi játékosokkal erősítették a keretet, így a Juventude lett az egyik legkorábbi professzionális státusszal rendelkező labdarúgócsapat Brazíliában.
1975. december 11-én játszották első hivatalos mérkőzésüket az azóta ősi riválissá vált SER ellen, melyet 1-0 arányban nyertek meg.
Az 1990-es évek végén a csapat legsikeresebb időszakát élte meg. 1998-ban megnyerték a Gaúcho bajnokságot, majd 1999-ben a Copa do Brasil került a székház vitrinjébe. A kupagyőzelemnek köszönhetően nemzetközi szinten is képviseltették magukat, azonban a 2000-es Libertadores kupa küzdelmeiben az első csoportkörben búcsúzni kényszerültek.

## Sikerlista

### Hazai
- 1-szeres kupagyőztes:  1999

### Állami
- 1-szeres Gaúcho bajnok: 1998

## Játékoskeret
2015. január 1-től
| # |     | Poszt | Név             |
| - | --- | ----- | --------------- |
|   | BRA | K     | Diego           |
|   | BRA | K     | Aírton          |
|   | BRA | K     | Michel Alves    |
|   | BRA | V     | Brunello        |
|   | BRA | V     | Diogo           |
|   | BRA | V     | Héverton        |
|   | BRA | V     | William Thuran  |
|   | BRA | V     | Rodrigo Heffner |
|   | BRA | V     | Reinaldo        |
|   | BRA | V     | Julinho         |
|   | BRA | V     | Léo Ribeiro     |
|   | BRA | V     | Rafael Pereira  |
|   | BRA | KP    | Itaqui          |
|   | BRA | KP    | Rogerinho       |
|   | BRA | KP    | Jardel          |
|   | BRA | KP    | Vacaria         |
|   | BRA | KP    | Mika            |
|   | BRA | KP    | Alan Schons     |

| # |     | Poszt | Név                          |
| - | --- | ----- | ---------------------------- |
|   | BRA | KP    | Leandro Melo                 |
|   | BRA | KP    | Fabrício Lusa                |
|   | BRA | KP    | Clayton                      |
|   | BRA | KP    | Paulo Josué                  |
|   | BRA | KP    | Pereira                      |
|   | BRA | KP    | Abraão                       |
|   | BRA | KP    | Wallacer de Andrade Medeiros |
|   | BRA | KP    | Paulo Baier                  |
|   | BRA | CS    | Roberson                     |
|   | BRA | CS    | Zulu                         |
|   | BRA | CS    | Leandro Franco               |
|   | BRA | CS    | Douglas Vieira               |
|   | BRA | CS    | Brenner                      |
|   | BRA | CS    | Rogerinho                    |
|   | BRA | CS    | Gustavo Ermel                |
|   | BRA | CS    | Kayron                       |